# Gaetano Bonoris

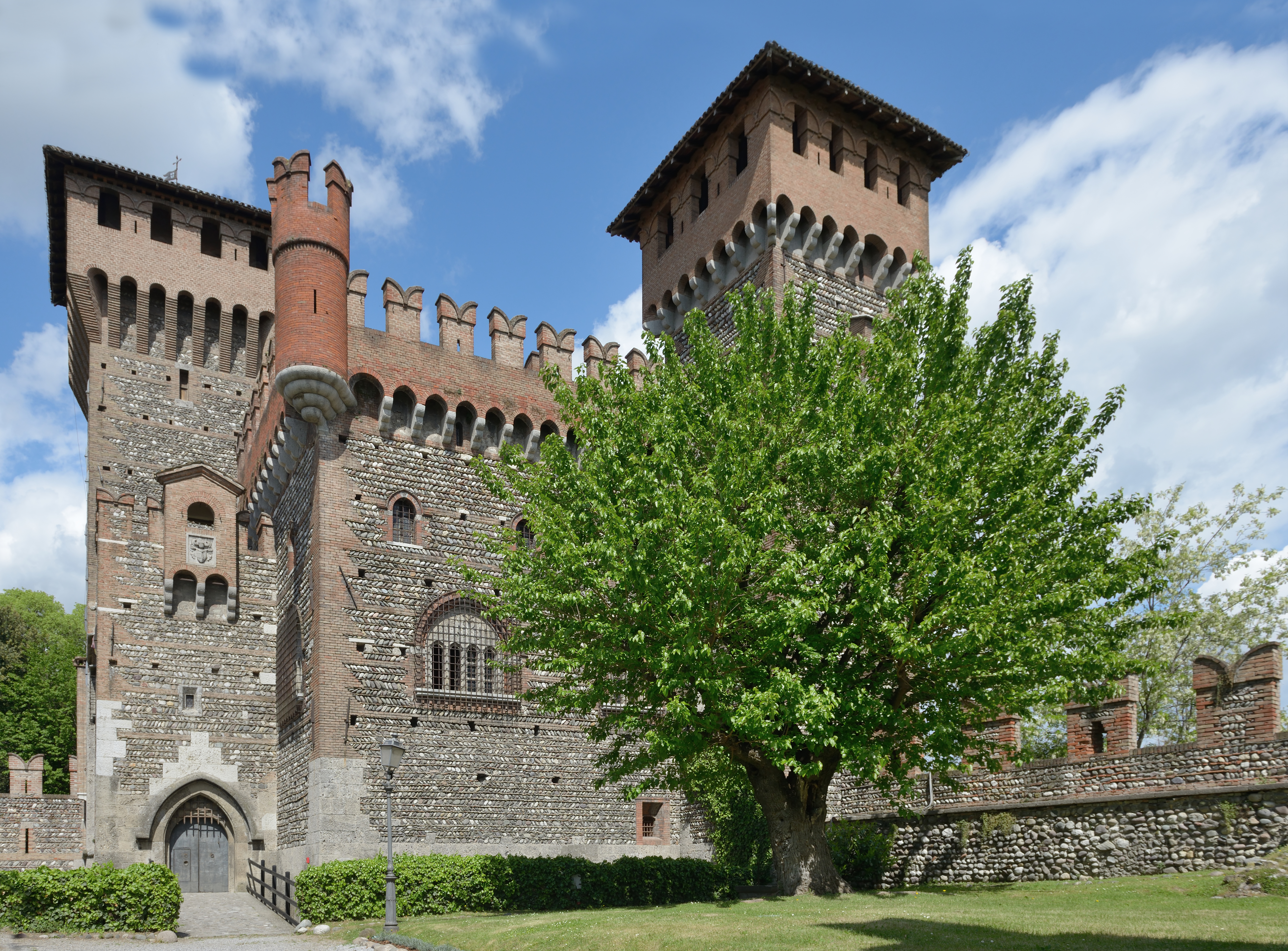
Montichiari, castello Bonoris

Gaetano Bonoris (Brescia, 21 gennaio 1861 – Montichiari, 19 dicembre 1923) è stato un banchiere italiano, deputato al Parlamento del Regno d'Italia.

## Biografia
Era figlio di Achille e della nobildonna Marianna Soncini di Brescia.
Originaria di Mantova, la famiglia era dedita ai commerci e durante il periodo napoleonico fu chiamata a ricoprire la carica di banchieri di Casa d'Austria.
Nel 1863 i Bonoris aprirono la loro banca a Mantova.
Gaetano fu avviato agli studi presso il Politecnico di Zurigo ma all'età di trent'anni lasciò gli studi per seguire i beni di famiglia. Si trasferì a Montichiari dove acquistò alcuni possedimenti nei quali, nel 1890, accolse per otto giorni re Umberto I con la moglie Margherita ed il figlio Vittorio Emanuele, vedendosi conferire quale riconoscimento il titolo di conte.
Nel 1890 acquisì dal comune di Montichiari una rocca medievale sovrastante l'abitato, nella quale fece edificare un imponente castello sul modello di quello di Fénis, per opera di Carlo Melchiotti, architetto della borghesia bresciana. La costruzione, nella quale risiedette successivamente, venne terminata nel 1900, anno in cui divenne parlamentare.
Profuse molte delle sue sostanze al sostegno dei bisognosi, soprattutto i minori indigenti.
La fondazione che porta il suo nome e istituita dopo la sua morte, si occupa del sussidio ai giovani privi del sostegno famigliare residenti a Brescia e a Mantova.